# Kasteel de Lalaing

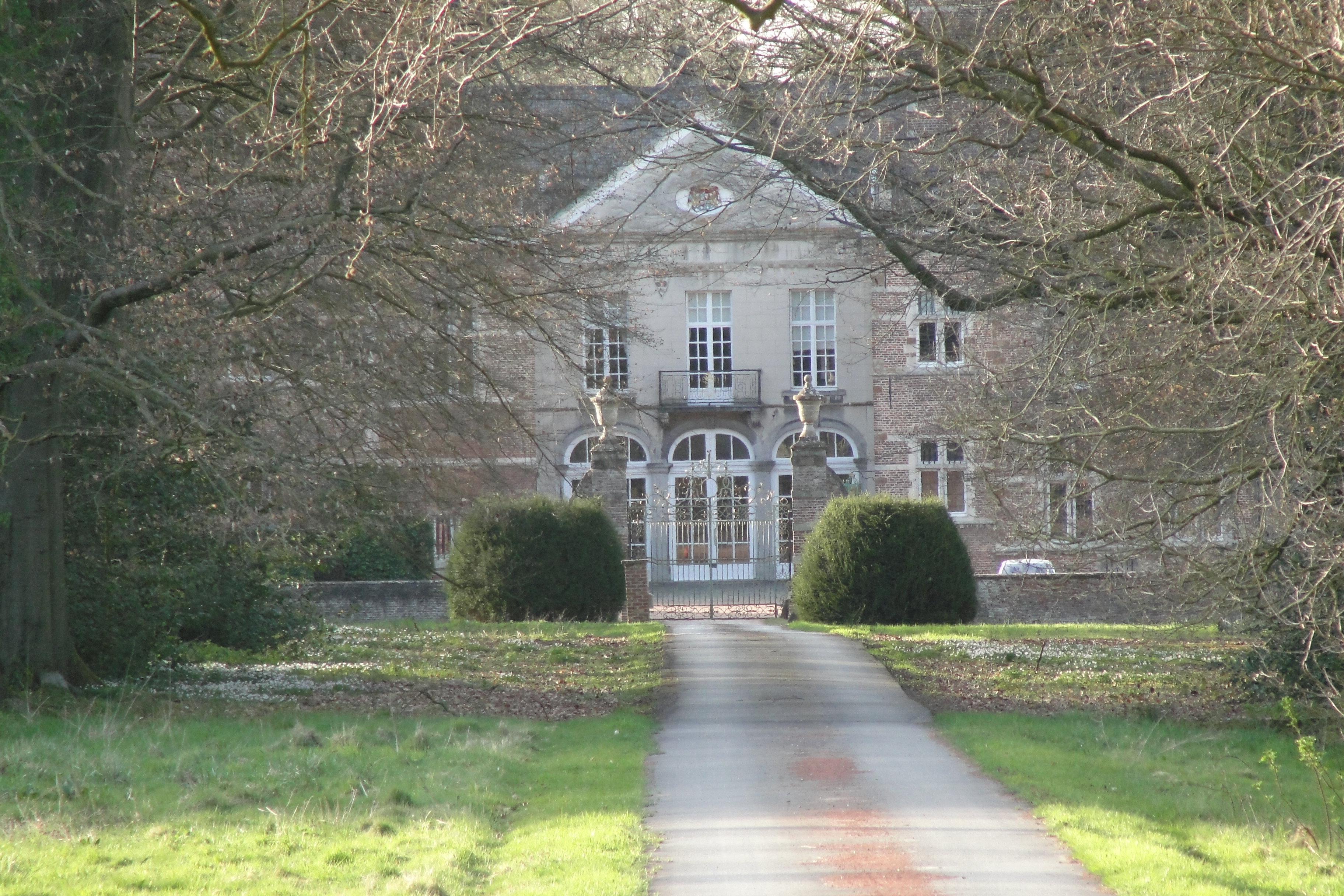
Het kasteel de Lalaing

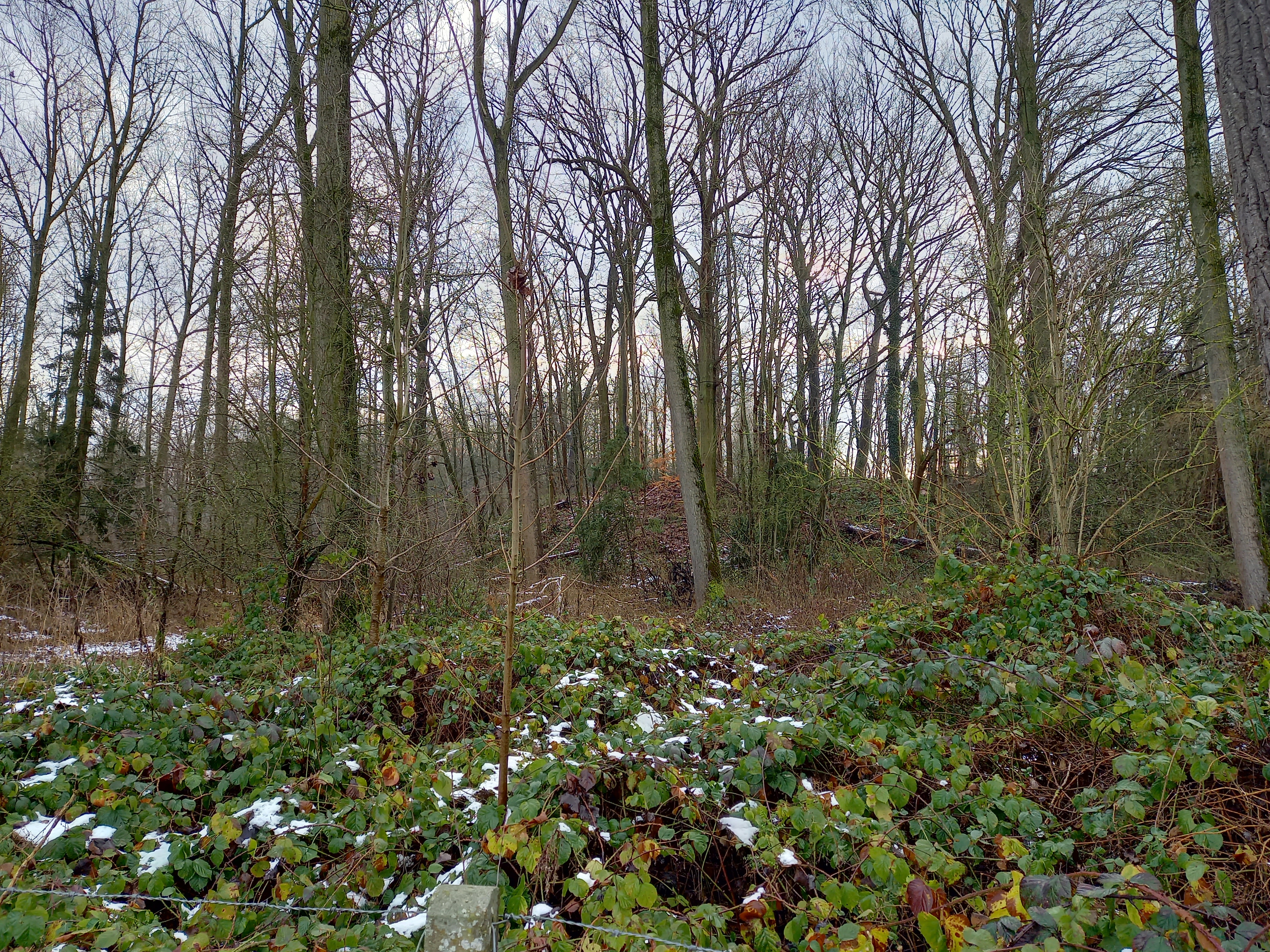
Zicht op de burchtmotte vanop het jaagpad langs de Dender. De aarden heuvel is nog duidelijk zichtbaar.

Het Kasteel de Lalaing (ook Hof van Lier genoemd) is een kasteel in Zandbergen (Geraardsbergen). Het is omsloten door een gracht en staat vlak bij de Dender. De oorsprong van Hof van Lier gaat terug tot de 13e eeuw. Sinds 1554 is het kasteel in het bezit van de familie de Lalaing. Het kasteel staat langs de toeristische Denderroute.

## Geschiedenis van het domein en kasteel
Het huidige kasteeldomein, dat zich uitstrekt over het grondgebied van Zandbergen en Denderwindeke, is ontstaan rond de oude burchtmotte aan de Dender die de heer van Wedergraete oprichtte rond 1220-1230 om zijn territorium militair te beschermen en de Dendervallei te beheersen.  De burchtmotte wordt vermoedelijk rond 1356 vernield en verlaten. In 1657 verpandt de door oorlogen geruïneerde François-Philippe de la Pierre, heer van Wedergrate, zijn berg en omliggende weiden aan Ferry de Lalaing, heer van Zandbergen, voor de som van 4000 gulden. Omdat hij het geleende geld niet kan terugbetalen, wordt ca. 1670-80 de oude motte aangeslagen en definitief ingelijfd bij het kasteeldomein van Zandbergen.
Niet zo ver van de vernielde burchtmotte ligt het domein van de heren van Zandbergen. Het kasteel van de heren van Zandbergen dateert uit het begin van de vijftiende eeuw. In 1554 komt de adellijke familie de Lalaing door een huwelijk in het bezit van Zandbergen. Rond 1580 wordt de middeleeuwse burcht door de Geuzen verwoest, maar de heropbouw laat niet op zich wachten. Muurankers in de noordoostelijke vleugel dateren minstens dit gedeelte in 1613.
Het kasteel wordt in december 1708 geplunderd en verwoest door de troepen van de hertog van Marlborough. Bij de daaropvolgende restauratie wordt het kasteel grotendeels heropgebouwd, maar in de loop van de 18de eeuw ondergaat het kasteel een grondige aanpassing in classicistische zin. Familieomstandigheden - de graaf die in 1816 overlijdt laat een weduwe na met twee jonge zonen, die later als diplomaten in het buitenland zullen verblijven - dwingen begin 19de eeuw de Lalaings het familiekasteel in Zandbergen te verlaten voor hun stadsresidentie in Brussel. Tijdens hun afwezigheid van een volle eeuw treedt een sterk verval in. Vanaf 1875 fungeert het kasteel achtereenvolgens als nonnenklooster annex lagere school voor de kinderen van Zandbergen en de naburige gehuchten van Denderwindeke en later als noviciaat voor een orde van mannelijke regulieren. In 1911-1913 ten slotte wordt het kasteel gerestaureerd onder leiding van architect Paul Saintenoy, die zich daarbij overduidelijk laat inspireren door de zeventiende-eeuwse situatie.

## Huidig kasteel
Het domein omvat een kasteel met dienstgebouwen omgeven door een vierkante omwalling met twee vaste bruggen. Twee beboomde toegangsdreven met hekken en gietijzeren zuiltjes leiden naar het kasteel. Het kasteel is een gebouw in bak- en zandsteenstijl met zandstenen onderbouw uit de 16de en 17de eeuw. In de 18de eeuw werd de oorspronkelijke waterburcht aangepast. In het eerste kwart van de twintigste eeuw werd het Kasteel de Lalaing gerestaureerd en gedeeltelijk gereconstrueerd (kruiskozijnen en heropgebouwde trapgevels).
Vanaf het jaagpad langs de Dender is de oude burchtmotte van de heren van Wedergraete op het kasteeldomein nog steeds zichtbaar. De hoofdingang van het kasteel bevindt zich langs de Hof van Lierstraat.